# Kościół Zaśnięcia Najświętszej Panny Marii w Petersburgu
Kościół Zaśnięcia Najświętszej Panny Marii w Petersburgu – świątynia rzymskokatolicka w Petersburgu, wzniesiona w latach 1870–1873 z przeznaczeniem na kościół katedralny archidiecezji mohylewskiej, konsekrowana przez arcybiskupa Antoniego Fijałkowskiego 12 kwietnia 1873. Rozbudowana w latach 90 XIX wieku. W 1900 przy katedrze otwarto seminarium, zamknięte w 1918. W katedrze sprawowano nabożeństwa do 1930. Świątynia i seminarium zostały zwrócona wiernym w 1995. Nabożeństwa wznowiono w 1997, rekonsekracji dokonał w 1998 arcybiskup Tadeusz Kondrusiewicz.